# 야마다 사치코
야마다 사치코(일본어: 山田 沙知子, やまだ さちこ, 1982년 10월 15일~)는 일본의 수영 선수이다. 2000년과 2004년 하계 올림픽에 참가했다.

## 경력
오사카부에서 태어났다. 2세 때 코나미 스포츠 클럽에서 수영을 시작했다.
2000년 시드니에서 열린 2000년 하계 올림픽에 참가하여 800m 자유형에서 8위에 올랐다. 이듬해인 2001년에 간사이 대학 문학부에 진학했고, 같은 해에 후쿠오카에서 열린 2001년 세계 선수권 대회에 참가하였으며 400m 자유형 예선에서 탈락했다. 800m 자유형과 1500m 자유형에도 참가했으며, 각각 8위와 7위에 머물렀다.
2004년 8월 아테네에서 열린 2004년 하계 올림픽 400m 자유형에서 6위를 했다.

## 같이 보기
- 수영 자유형 800m 세계 기록 추이